# Castillo Uzhhorod
El castillo Uzhhorod es un fortín situado en Úzhgorod, Ucrania. Es una extensa ciudadela localizada en una colina en Uzhhorod. Fue construido con una mezcla de estilos arquitectónicos y materiales entre los siglos XIII y XVIII.

## Historia
En el siglo XVIII fue modernizada bajo la supervisión de Lemaire, un ingeniero militar de Francia. A medida que la línea masculina de la familia Drugeth murió en 1691, Kristina Drugeth, heredera de los dominios Drugeth grandes, se casó con el conde Miklós Bercsényi, convirtiéndose en el tercer hombre más rico en Hungría. Bercsényi, recordado como una figura en la guerra Rákóczi de la Independencia, residía en el palacio fortificado, en el castillo. Fue allí donde trató con los embajadores de Pedro el Grande y Luis XIV sobre el establecimiento de una alianza anti-Habsburgo. En 1711 huyó Bercsény, y sus propiedades fueron confiscadas a la corona austriaca.